# Роб Ван Дам
Робърт Алекс Затковски (на английски: Robert Alexander Szatkowski) е американски професионален кечист, по-добре познат на феновете си като Роб ван Дам или Ер Ве Де (на английски: RVD). Състезава се в Impact Wrestling, преди това се е състезавал в ECW и WWE. Член на Залата на Славата за 2021 година на WWE. Роден е на 18 декември 1970 г. в Батъл Крийк, Мичиган.

## 2008 – 2013
2008 година Роб Ван Дам напуска WWE и отива да се бие в TNA. Там води няколко вражди и печели титлата в тежка категория и Х дивизионната титла. Но напуска TNA за да се бие пак на ринга на WWE.

## 2013 WWE
През 2013 Роб Ван Дам се завръща на турнира „Договора в куфарчето“. Там придизвиква огромни аплодисменти и вдига всички на крака със своето завръщане. В главния мач за турнира Ван Дам се бие срещу Ренди Ортън, Даниел Браян, Си Ем Пънк, Шеймъс и Крисчън.
След мача Ван Дам има 13 шева. По-късно Ер Ве Де има няколко шанса за титлата на Алберто Дел Рио на турнирите „Лятно тръшване“, „Нощта на шампионите“ и „Бойно поле“.

## Хватки
- Пет звездно жабешко цамбурване
- Салто с шпагат
- Въртяща мълния
- Задно салто

## Титли и постижения
- Световен шампион на ECW (1 път)
- Световен отборен шампион (2 пъти) – с Кейн (1) и Букър Т (1)
- Шампион на Федерацията (1 път)
- Европейски шампион (1 път)
- Отборен шампион (1 път) – с Рей Мистерио
- Хардкор шампион (4 пъти)
- Интерконтинентален шампион (6 пъти)
- Г-н Договора в Куфарчето (2006)
- Член на Залата на Славата(2021)